# Kip Caravans

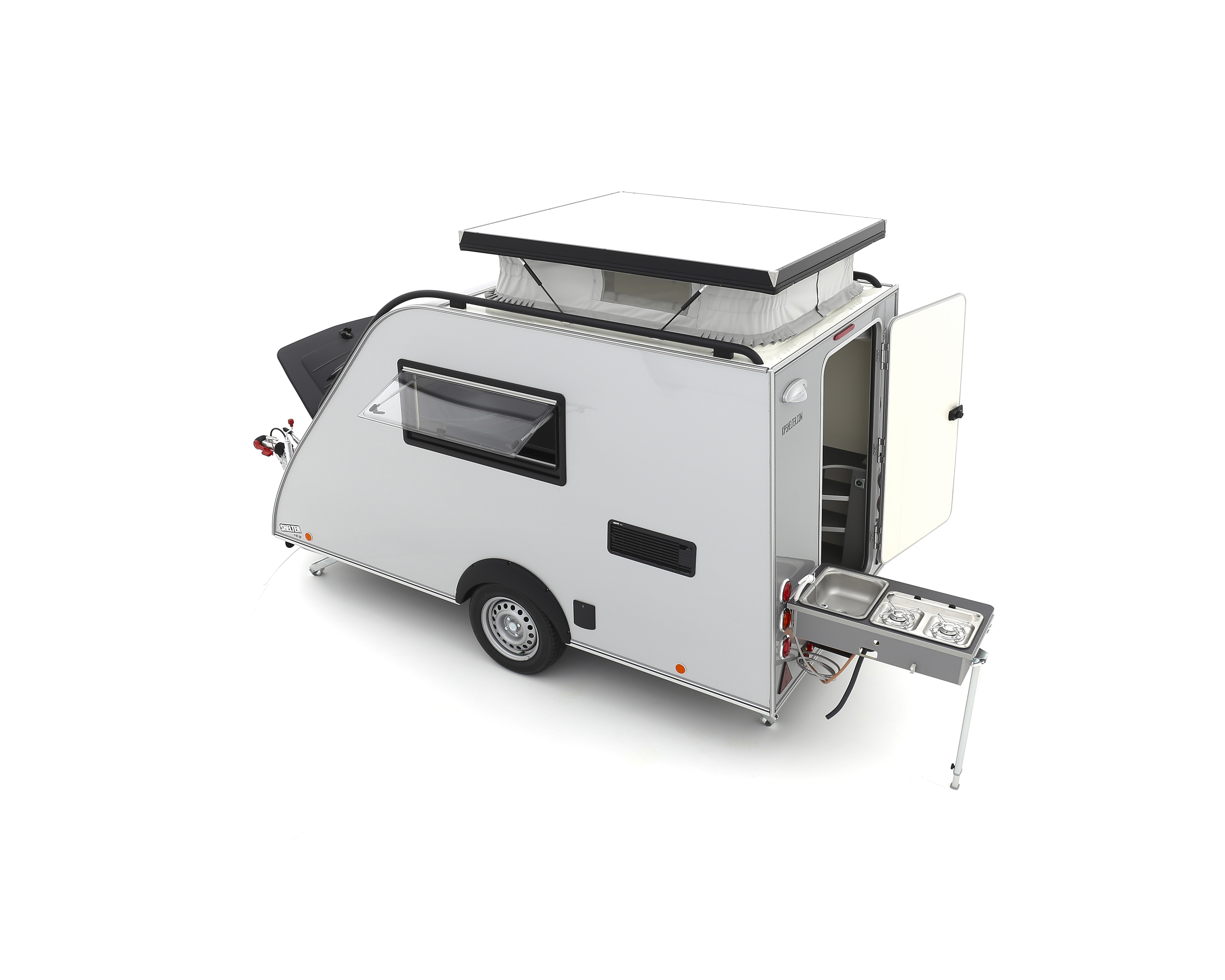
Kip Shelter met buitenkeuken (2016)

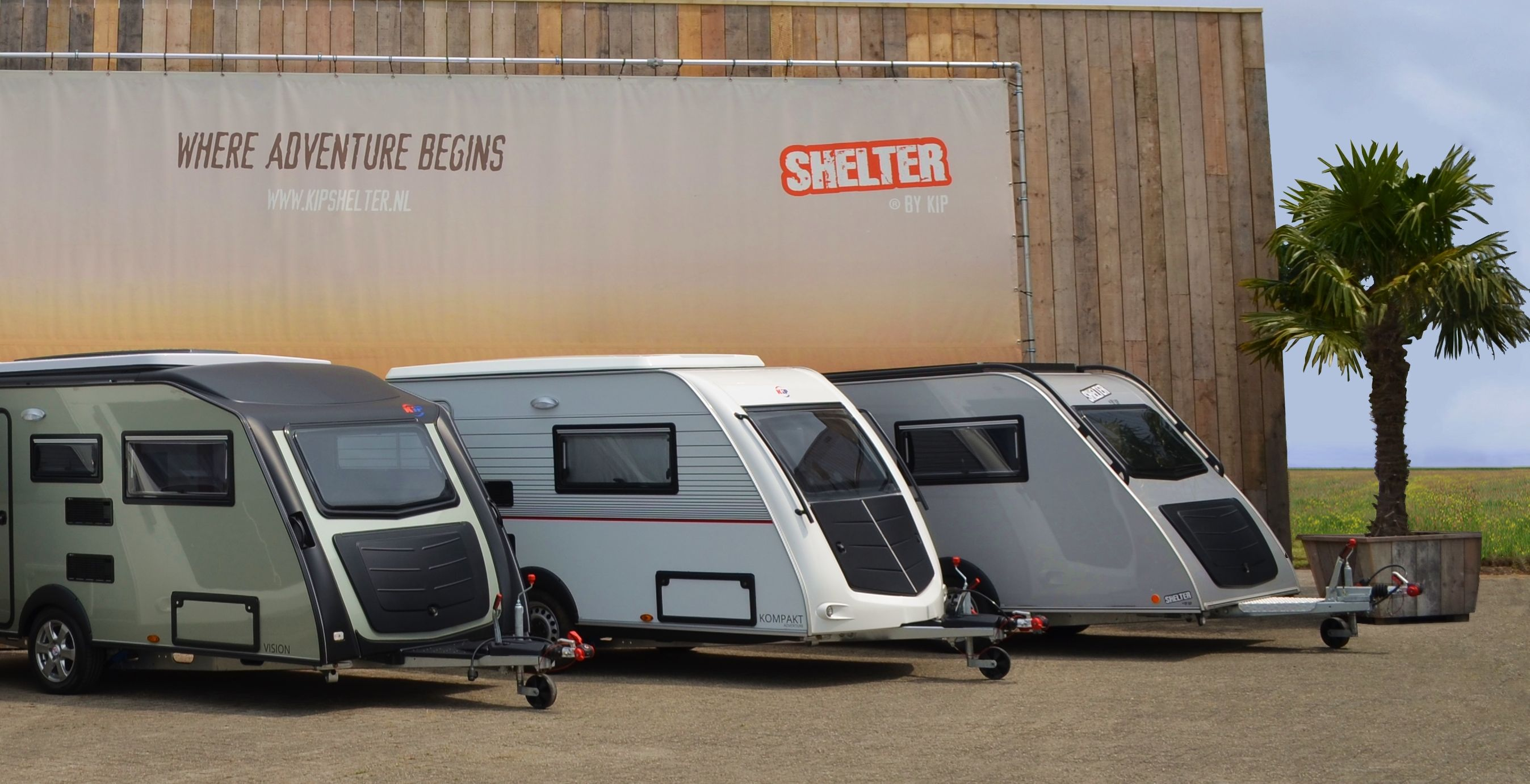
Kipmodellen 2018

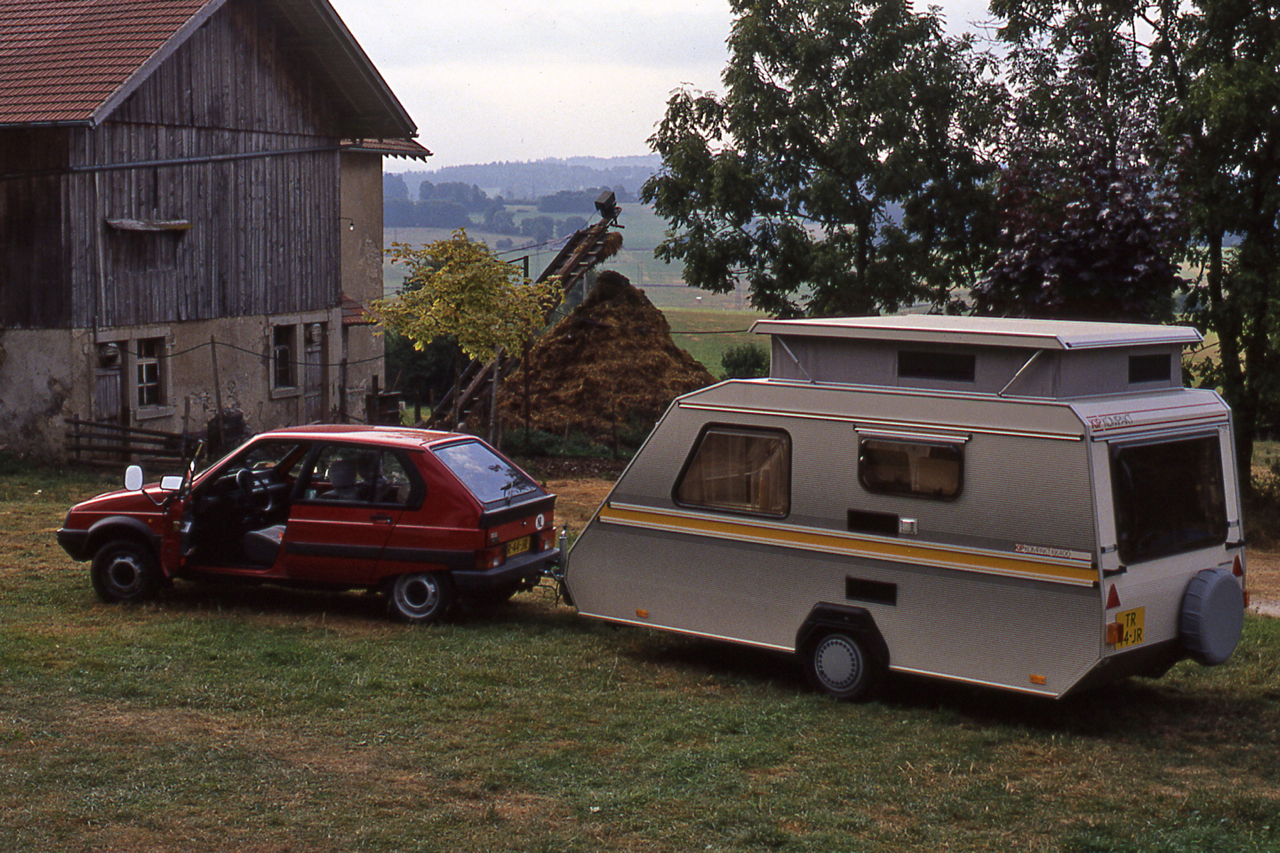
Citroën Visa 17RD met Kip Kompakt 400 (1988)

Kip Caravans is een Nederlandse caravanbouwer uit Hoogeveen.

## Geschiedenis
In 1934 richtte Jan Kip (1904-1980) een carrosseriebedrijf op. In 1947 bouwde hij voor eigen gebruik zijn eerste kampeerwagen. In 1949 werden de eerste Kip Caravans geproduceerd. De Hoogeveener gaf de 'caravans' namen als Kuiken en Krielkip. De verkoop van de zelfgebouwde caravans liep goed, waardoor het bedrijf in 1962 verhuisde van de Coevorderstraatweg naar de A.G. Bellstraat in Hoogeveen. In dit grotere pand is het bedrijf tegenwoordig nog gevestigd. In 1964 verkocht Jan Kip zijn aandelen aan het Amerikaanse bedrijf Boise Cascade, dat zorgde voor stijgende verkoopaantallen. In 1971 werd er een jaarproduktie van 10.000 stuks bereikt. In de jaren tachtig begon de export naar Duitsland. De Duitse caravanmarkt stortte hierna echter in waardoor de export gestopt werd. De recessie die daarop volgde werd grotendeels overleefd door steun van de Noordelijke Ontwikkelings Maatschappij.
Na diverse ups en downs richtte Kip Caravans zich vanaf 1982 voornamelijk op het bouwen van luxere modellen. Hierdoor was een prijsverhoging van de caravans nodig, waardoor de afzet daalde tot tussen de 1000 en 1500 caravans per jaar. In 1993 sloot Kip Caravans zich aan bij het Europese H2, later Tirus geheten. Dit was een belangrijke speler op de internationale caravan- en campermarkt. In 1997 ontving Kip Caravans vanuit de branche de Innovatieprijs.
Op 7 november 2007 werd het moederbedrijf Tirus failliet verklaard. Op 30 november maakte het management bekend de financiering voor een zelfstandige doorstart onder de naam Kip Nederland rond te krijgen. Daarbij werd ze gesteund door twee investeringsmaatschappijen. Het jaar daarop wist Kip de hand te leggen op de merk- en modelrechten van het toenmalige failliete zusterbedrijf Chateau Caravans in België. Door de overname kreeg Kip de beschikking over de merken Chateau, Beyerland, Delta en Cristall.
Op 23 september 2010 werd het faillissement aangevraagd. In november 2010 werd Kip overgenomen door de firma Boedelbak en vanaf voorjaar 2011 werden er weer caravans geleverd. Er kwamen ook nieuwe modellen op de markt.
Sinds 2011 worden er voornamelijk lichtgewicht hefdakkampeerwagens geproduceerd. Het bedrijf levert rechtstreeks aan de consument. In 2015 werd bij de fabriek een showroom in gebruik genomen. Sinds 2017 is er een klein kampeermuseum gevestigd naast de showroom en in 2023 is een eigen tweede showroom in gebruik genomen in Utrecht.

## Kip Caravans
In 2025 worden de volgende caravantypen geproduceerd:
- Kip Shelter
- Kip Kompakt
- Kip Vision

In het verleden bouwde Kip de onderstaande typen, tevens werden in Hoogeveen de merken Avento, Homestar en Chateau geproduceerd.
- Kip Greyline
- Kip Isa White
- Kip Hy Line
- Kip Touring
- Kip Kompakt (voorganger huidig model)
- Kip Euro Camper (vouwwagen)
- Kip Static (stacaravan met een lengte van 8,60 m)
- Kip Goldstream (het grootste model is inclusief dissel bijna 8 m lang)
- Kip Eurokip
- Kip Regenboog
- Kip Berghoen
- Kip Dwerghoen
- Kip Shuttle
- Kip Orbit
- Kip Krielhoen
- Kip 't Hoentje
- Kip Wyandotte
- Kip Leghorn
- Kip KempHaan
- Kip Cruiser (kampeerauto)
- Kip Line Aircool
- Kip Cavalier
- Kip Touring
- Kip Minikip
- Kip de Luxe
- Kip Sun Line
- Kip Krielkip - voorzien van een hefdak
- Kip Kuiken – kleinste model, lengte 240 cm, bouwjaar 1954

Voor Kip-caravanbezitters bestaan er meerdere clubs.